# روت براوو
روت براوو (انگلیسی: Ruth Bravo؛ زادهٔ ۶ مارس ۱۹۹۲) بازیکن فوتبال اهل آرژانتین است.
از باشگاه‌هایی که در آن بازی کرده‌است می‌توان به باشگاه فوتبال بوکا جونیورز اشاره کرد.
وی همچنین در تیم ملی فوتبال زنان آرژانتین بازی کرده‌است.